# Изстрел в мрака
„Изстрел в мрака“ (на английски: A Shot in the Dark) е американски филм от 1964 година, криминална комедия на режисьора Блейк Едуардс по негов сценарий в съавторство с Уилям Питър Блати. Сценарият е базиран на англоезична адаптация на пиесата „Идиотът“ на Марсел Ашар, като в нея е добавен персонажът на инспектор Клузо от излезлия малко по-рано успешен филм на Едуардс „Розовата пантера“.
В центъра на сюжета е неумелият детектив Клузо, който разследва убийство в богата резиденция, за което е заподозряна камериерката. Главните роли се изпълняват от Питър Селърс, Елке Зомер, Хърбърт Лом, Джордж Сандърс.
„Изстрел в мрака“ е номиниран за наградата на БАФТА за костюми.